# Lego Elves
A Lego Elves 2015 és 2016 között bemutatott dán televíziós és internetes 2D-s számítógépes animációs sorozat, amelynek rendezője Rune Christensen. Az írója Barbara Haynes, a zeneszerzője Miles Hankins, a producerei Anders Berthelsen, Lise Uldbjerg Jorgensen és Maria Stokholm Wernicke. A tévé- és webfilmsorozat a Ja Film gyártásában készült. Műfaját tekintve fantasy filmsorozat.  Magyarországon 2016. október 9-étől az RTL Klub tűzte műsorára a Kölyökklub című műsorblokkban, 2017. július 22-étől a Minimax is műsorára tűzte.
A Lego Elves: Secrets of Elvendale a Netflix által gyártott 2017-es online 2D-s számítógépes animációs sorozat, amelyet a Studio Mir készített, akárcsak a Korra legendája animációs sorozatot. Az epizódokat 2017. szeptember 1-én mutatták be. Az angol nyelvű szinkronhangok többsége ugyanaz maradt, mint a korábbi sorozatban.

## Ismertető
Emily Jones nagymamájától egy amulettet örököl, ami egy párhuzamos világba röpíti. Itt különös manókkal sikerül barátságot kötnie, akik fondorlatos kalandokon keresztül segítik Emily hazajutását. Barátságuk azonban ezzel nem ér véget.

## Szereplők

### Emberek
- Emily Jones – Barna hajú, zöld szemű lány. Nagymamája medáljának segítségével tud Elvendale mágikus világába utazni.

### Tündék
- Azari Firedancer – Piros hajú, barna szemű lány, aki tűztünde.
- Farran Leafshade – Sötétbarna hajú, zöld szemű fiú, aki földtünde.
- Aira Windwhistler – Lila hajú, lila szemű lány, aki széltünde.
- Naida Riverheart – Kék hajú, kék szemű lány, aki víztünde.
- Skyra – Barna hajú, szürke szemű, varázslónő, aki széltünde.
- Pék Johnny – Világosbarna hajú, barna szemű erdei pék, aki tűztünde.
- Sira Copperbranch – Világoszöld hajú, piros szemű lány, aki földtünde.
- Tidus Stromsurfer – Kék hajú, kék szemű fiú, aki víztünde.
- Ragana Shadowflame – Ciklámen hajú, ciklámen szemű gonosz boszorkány, aki eredetileg tűztünde.

## Szereposztás
| Szereplő           | Eredeti hang     | Magyar hang    |
| ------------------ | ---------------- | -------------- |
| Emily Jones        | Ashleigh Ball    | Laudon Andrea  |
| Azari Firedancer   | Erin Mathews     | Kardos Eszter  |
| Farran Leafshade   | Kyle Rideout     | Baráth István  |
| Aira Windwhistler  | Ashleigh Ball    | Hermann Lilla  |
| Naida Riverheart   | Erin Mathews     | Sallai Nóra    |
| Skyra              | Ashleigh Ball    | Mics Ildikó    |
| Pék Johnny         | Kyle Rideout     | Kántor Zoltán  |
| Sira Copperbranch  | Racquel Belmonte | Dögei Éva      |
| Tidus Stromsurfer  | Vincent Tong     | Timon Barna    |
| Ragana Shadowflame | Heather Doerksen | Bertalan Ágnes |

## Magyar változat[3]
A szinkront az RTL Klub megbízásából a Mikroszinkron készítette.
- Magyar szöveg: Molnár Ágnes
- Vágó: Kozma Juditt
- Gyártásvezető: Mázsár Gyula
- Hangmérnök: Hadfi Dezső
- Szinkronrendező: Kozma Mari
- Felolvasó: Zahorán Adrienne

További magyar hangok: Erdős Borcsa, Sörös Miklós

## Évados áttekintés
| Évad            | Évad    | Epizódok | Eredeti sugárzás                  | Eredeti sugárzás                      | Magyar sugárzás                                        | Magyar sugárzás                                         |
| Évad            | Évad    | Epizódok | Évadpremier                       | Évadfinálé                            | Évadpremier                                            | Évadfinálé                                              |
| Sorozat         | Sorozat | Sorozat  | Sorozat                           | Sorozat                               | Sorozat                                                | Sorozat                                                 |
| --------------- | ------- | -------- | --------------------------------- | ------------------------------------- | ------------------------------------------------------ | ------------------------------------------------------- |
|                 | 1       | 4        | 2015. március 5. 2015. március 8. | 2016. március 26. 2016. augusztus 14. | 2016. október 9. (RTL Klub) 2017. július 22. (Minimax) | 2016. október 30. (RTL Klub) 2017. július 30. (Minimax) |
| Netflix sorozat |         |          |                                   |                                       |                                                        |                                                         |
|                 | 1       | 8        | 2017. szeptember 1.               | 2017. szeptember 1.                   | TBA                                                    | TBA                                                     |
| Web sorozat     |         |          |                                   |                                       |                                                        |                                                         |
|                 | 1       | 5        | 2015. július 6.                   | 2015. november 3.                     | TBA                                                    | TBA                                                     |
|                 | 2       | 12       | 2016. március 4.                  | 2016. július 27.                      | TBA                                                    | TBA                                                     |
|                 | 3       | 16       | 2017. március 7.                  | 2017. augusztus 11.                   | TBA                                                    | TBA                                                     |
|                 | 4       | 15       | 2018. március 12.                 | 2018. augusztus 16.                   | TBA                                                    | TBA                                                     |

## Epizódok

### Lego Elves
| #  | Eredeti cím                               | Magyar cím                                | Eredeti premier   | Eredeti premier     | Magyar premier    | Magyar premier   |
| #  | Eredeti cím                               | Magyar cím                                | Super RTL         | Disney Channel      | RTL Klub          | Minimax          |
| -- | ----------------------------------------- | ----------------------------------------- | ----------------- | ------------------- | ----------------- | ---------------- |
| 1. | Unite the Magic                           | Egyesítsük varázserőnket                  | 2015. március 5.  | 2015. március 8.    | 2016. október 9.  | 2017. július 22. |
| 2. | Dragons To Save, Time To Be Brave, Part 1 | Sárkánymentéshez kell a bátorság, 1. rész | 2016. március 12. | 2016. március 6.    | 2016. október 16. | 2017. július 23. |
| 3. | Dragons To Save, Time To Be Brave, Part 2 | Sárkánymentéshez kell a bátorság, 2. rész | 2016. március 19. | 2016. március 6.    | 2016. október 23. | 2017. július 29. |
| 4. | Down a Dark Path                          | Sötét úton jársz                          | 2016. március 26. | 2016. augusztus 14. | 2016. október 30. | 2017. július 30. |

### Lego Elves: Secrets of Elvendale
A LEGO Elves: Secrets of Elvendale egy Netflix animációs sorozat, amelyet a Studio Mir készített. Az epizódokat 2017. szeptember 1-én mutatták be. Az angol nyelvű szinkronhangok többsége ugyanaz maradt, mint a korábbi sorozatban.
| #  | Eredeti cím             | Rendezte   | Írta                                        | Eredeti premier     |
| -- | ----------------------- | ---------- | ------------------------------------------- | ------------------- |
| 1. | Uninvited Guest         | Kalvin Lee | Nicole Dubuc, Barbara Hynes, Brian Hohlfeld | 2017. szeptember 1. |
| 2. | The Goblin King         | Kalvin Lee | Nicole Dubuc, Barbara Hynes, Brian Hohlfeld | 2017. szeptember 1. |
| 3. | The Watcher             | Kalvin Lee | Nicole Dubuc, Barbara Hynes, Brian Hohlfeld | 2017. szeptember 1. |
| 4. | The Worst Prisoner Ever | Kalvin Lee | Nicole Dubuc, Barbara Hynes, Brian Hohlfeld | 2017. szeptember 1. |
| 5. | Shadow Walker           | Kalvin Lee | Nicole Dubuc, Barbara Hynes, Brian Hohlfeld | 2017. szeptember 1. |
| 6. | Secrets                 | Kalvin Lee | Nicole Dubuc, Barbara Hynes, Brian Hohlfeld | 2017. szeptember 1. |
| 7. | Betrayals               | Kalvin Lee | Nicole Dubuc, Barbara Hynes, Brian Hohlfeld | 2017. szeptember 1. |
| 8. | Sacrifice               | Kalvin Lee | Nicole Dubuc, Barbara Hynes, Brian Hohlfeld | 2017. szeptember 1. |

## Webizódok

### 1. évad: Unite the Magic (2015)
| #  | #  | Eredeti cím           | Eredeti premier    |
| -- | -- | --------------------- | ------------------ |
| 1. | 1. | Crushing It           | 2015. július 8.    |
| 2. | 2. | Crib Notes            | 2015. július 6.    |
| 3. | 3. | Elves Got Talent      | 2015. augusztus 6. |
| 4. | 4. | Never Cave            | 2015. július 6.    |
| 5. | 5. | Another Kind of Magic | 2015. november 3.  |

### 2. évad: Save the Dragons (2016)
| #   | #   | Eredeti cím          | Eredeti premier  |
| --- | --- | -------------------- | ---------------- |
| 6.  | 1.  | Safety First         | 2016. március 4. |
| 7.  | 2.  | The Dragon Whisperer | 2016. március 4. |
| 8.  | 3.  | Drag Race            | 2016. május 5.   |
| 9.  | 4.  | Rumor Has It         | 2016. május 7.   |
| 10. | 5.  | Born to do it        | 2016. május 9.   |
| 11. | 6.  | The Struggle is Real | 2016. június 7.  |
| 12. | 7.  | No Pain Just Gain    | 2016. június 13. |
| 13. | 8.  | One is More Fun      | 2016. június 21. |
| 14. | 9.  | Hairy Styles         | 2016. június 21. |
| 15. | 10. | Point of View        | 2016. július 27. |
| 16. | 11. | Crystal Clear        | 2016. július 27. |
| 17. | 12. | Change from Within   | 2016. július 27. |

### 3. évad: The Capture of Sophie Jones (2017)
| #   | #   | Eredeti cím               | Eredeti premier     |
| --- | --- | ------------------------- | ------------------- |
| 18. | 1.  | Sophie's Capture          | 2017. március 7.    |
| 19. | 2.  | Welcome to Elvendale      | 2017. március 7.    |
| 20. | 3.  | Evil Apprentice           | 2017. március 7.    |
| 21. | 4.  | How I Lost My Mother      | 2017. március 7.    |
| 22. | 5.  | Goblin Talent Show        | 2017. március 7.    |
| 23. | 6.  | How to Build a Sweet Ride | 2017. március 7.    |
| 24. | 7.  | Dragon Tale               | 2017. március 7.    |
| 25. | 8.  | Teamwork                  | 2017. március 7.    |
| 26. | 9.  | Sophie's Point of View    | 2017. június 1.     |
| 27. | 10. | Queen of the Forest       | 2017. augusztus 10. |
| 28. | 11. | Potions in Motion         | 2017. augusztus 10. |
| 29. | 12. | Sizeable Refreshment      | 2017. augusztus 10. |
| 30. | 13  | Bring the Heat            | 2017. augusztus 10. |
| 31. | 14. | Goblin Intern             | 2017. augusztus 11. |
| 32. | 15. | The Confrontation         | 2017. augusztus 11. |
| 33. | 16. | The Final Battle          | 2017. augusztus 11. |

### 4. évad: Into the Shadows (2018)
| #   | #   | Eredeti cím             | Eredeti premier     |
| --- | --- | ----------------------- | ------------------- |
| 34. | 1.  | The Enemy               | 2018. március 12.   |
| 35. | 2.  | Toys In The Attic       | 2018. március 12.   |
| 36. | 3.  | Relight My Fire         | 2018. március 12.   |
| 37. | 4.  | The Light               | 2018. április 9.    |
| 38. | 5.  | Focus                   | 2018. április 9.    |
| 39. | 6.  | In The Shadows          | 2018. május 4.      |
| 40. | 7.  | Chill                   | 2018. május 4.      |
| 41. | 8.  | Making Waves            | 2018. május 30.     |
| 42. | 9.  | Worthy                  | 2018. május 31.     |
| 43. | 10. | Magic Within            | 2018. június 14.    |
| 44. | 11. | Lights Out              | 2018. június 21.    |
| 45. | 12. | Edge Of Darkness        | 2018. július 26.    |
| 46. | 13. | The Shadow World Part 1 | 2018. augusztus 3.  |
| 47. | 14. | The Shadow World Part 2 | 2018. augusztus 10. |
| 48. | 15. | The Shadow World Part 3 | 2018. augusztus 16. |